# Broczyna
Broczyna (deutsch Brotzen) ist ein Dorf in der Landgemeinde Trzebielino (Treblin) im Powiat Bytowski (Bütower Kreis) der polnischen Woiwodschaft Pommern.

## Geographische Lage
Das Dorf liegt in Hinterpommern, links von der Wipper, etwa 17 Kilometer nördlich von Miastko (Rummelsburg i. Pom.), zehn Kilometer südwestlich des Kirchdorfs Trzebielino (Treblin) und 5 ½ Kilometer nordnordwestlich des Dorfs Dretyń (Treten).

## Geschichte

Brotzen, nördlich von Rummelsburg und nordnordwestlich des Dorfs Treten, auf einer Landkarte von 1915

Brotzen, nördlich von Rummelsburg und ostnordöstlich von Pollnow, auf einer Landkarte von 1910

Das alte Zitzewitzsche Lehen Brotzen befand sich vor 1782 im Besitz des Hauptmanns Friederich von Zitzewitz und kam nach dessen Tod an seine Lehnsnachfolger. Laut Vasallen-Tabelle befand sich um 1804 der 57 Jahre alte Gerhard Christoph von Zitzewitz, Major a. D., im Besitz des Guts Brotzen nebst Bauerngut Börnen und Gut Vangerin. 1856 besaß das Lehen Brotzen ein von Zitzewitz auf Groß Gansen, der es seit 1820 in Besitz hatte; um 1862 gehörte es Hans Eugen von Zanthier (1801–1872), der es 1856 von den Zitzewitz für 80.000 Taler gekauft hatte und in Brotzen seinen Wohnsitz nahm. Um 1884 besaß das Rittergut Brotzen mit Ziegelei und Mühle der Major von Zitzewitz auf Besswitz, um 1892 der Rittmeister von Hagen in Köslin. Letzter Gutsbesitzer um 1945 war Dr. Helmuth Hendel, der aus Hamburg stammte und das 880 Hektar große Rittergut 1926 erworben hatte.
Am 1. Dezember 1913 waren auf der 74,0 Hektar großen Gemarkungsfläche der Landgemeinde Brotzen (= Bauerpöppeln) zwei viehhaltende Haushaltungen vorhanden und in dem 1175,4 Hektar umfassenden Gutsbezirk Brotzen 24 viehhaltende Haushaltungen.
Am 18. April 1923 wurde die  Landgemeinde Brotzen in den Gutsbezirk Brotzen eingegliedert.
Am 1. April 1927 hatte der Gutsbezirk Brotzen eine Flächengröße von 1249 Hektar und 45 Ar, und am 16. Juni 1925 hatte dieser Gutsbezirk 183 Einwohner. Zu den gleichen Zeiten hatte der Gutsbezirk Brandheide eine Flächengröße von 287 Hektar und 40 Ar sowie 39 Einwohner. Am 30. September 1928 wurden der größte Teil des Gutsbezirks Brotzen einschließlich Pöppelhof, der gesamte Gutsbezirk Brandheide und ein Teil des Gutsbezirks Rohr im Amtsbezirk Rohr zur Landgemeinde Brotzen zusammengeschlossen.
Anfang der 1930er Jahre hatte die Landgemeinde Brotzen eine Flächengröße von 23,8 km². Innerhalb der Gemeindegrenzen standen insgesamt 24 bewohnte Wohnhäuser an drei verschiedenen Wohnstätten:
1. Brandheide
2. Brotzen
3. Pöppelhof

Die Landgemeinde Brotzen gehörte im Jahr 1945 zum Landkreis Rummelsburg im Regierungsbezirk Köslin der preußischen Provinz Pommern des Deutschen Reichs und war dem Amtsbezirk Treten zugeordnet. Das Standesamt befand sich in Treten.
Gegen Ende des Zweiten Weltkriegs wurde Brotzen Anfang März 1945 von der Roten Armee besetzt.
Anschließend wurde Brotzen zusammen mit ganz Hinterpommern von der Sowjetunion der Volksrepublik Polen zur Verwaltung überlassen. In der Folgezeit wurde die einheimische Bevölkerung von der polnischen Administration aus Brotzen vertrieben. Der Ortsname Brotzen wurde zu „Broczyna“ polonisiert.

### Demographie
| Jahr | Einwohner | Anmerkungen |
| ---- | --------- | --- |
| 1782 | –         | adliges Gut und Rittersitz, mit einem Vorwerk, einer Ziegelei, einer Kornmühle, einer Schneidemühle, zwei Kossätenhöfen, einer Schmiede, zehn Feuerstellen (Haushaltungen), einer zur Schlaweschen Synode gehörigen Kirche, die eine Filiale von Treten ist, beträchtliche Holzungen und Fischerei in der Wipper, Seen, Bächen und Teichen |
| 1818 | 095       | Kirchdorf (90 Einwohner), adlige Besitzung, und Ziegelei (fünf Einwohner), zum Kirchspiel Treten gehörig |
| 1825 | 119       | Dorf mit dem Vorwerk Pöppeln oder Bauer-Pöppeln, einer Kornmühle und einer Schneidemühle |
| 1831 | 124       | Dorf mit einer Wassermühle, einer Ziegelei und neun Häusern, einem Patrimonialgericht, adlige Besitzung, zum Kirchspiel Treten gehörig; dazu Vorwerk Pöppeln oder Bauer-Pöppeln mit vier Häusern und 32 Einwohnern |
| 1852 | 185       | Dorf |
| 1864 | 235       | am 3. Dezember, davon im 36 im Gemeindebezirk (Bauerpöppeln) mit einem Flächeninhalt von 619,84 Morgen sowie 199 im Gutsbezirk mit einem Flächeninhalt von 5055,58 Morgen |
| 1867 | 207       | am 3. Dezember, davon 46 in der Landgemeinde (Bauerpöppeln) und 161 im Gutsbezirk |
| 1871 | 204       | am 1. Dezember, davon 44 (sämtlich Evangelische) in der Landgemeinde (Bauerpöppeln) und 160 (159 Evangelische, ein Katholik) im Gutsbezirk |
| 1885 | 214       | am 1. Dezember, davon 45 (44 Evangelische, ein Katholik) im Gemeindebezirk (Bauerpöppeln) mit einem Flächeninhalt von 79 Hektar sowie 169 (sämtlich Evangelische) im Gutsbezirk mit einem Flächeninhalt von 1173 Hektar. |
| 1895 | 188       | am 2. Dezember, davon 46 (sämtlich Evangelische) im Gemeindebezirk (Bauerpöppeln) mit einem Flächeninhalt von 75,0 Hektar und 142 (sämtlich Evangelische) im Gutsbezirk mit einem Flächeninhalt von 1346,6 Hektar |
| 1910 | 141       | am 1. Dezember, davon vier im Dorf und 137 im Gutsbezirk |
| 1925 | 274       | darunter 256 Evangelische und 18 Katholiken |
| 1933 | 198       | [ 21 ] |
| 1939 | 200       | [ 21 ] |

## Kirche

### Dorfkirche
Brotzen hatte eine eigene evangelische Kirche. Im 18. Jahrhundert waren die Ortschaften Turzig, Börnen, Vangerin, Pöppelhof und Gesifzig eingepfarrt. Das Kirchengebäude, eine Fachwerkkirche, hat die ersten Jahre nach dem Zweiten Weltkrieg nicht überdauert.

### Kirchspiel bis 1945
Die vor 1945 in Brotzen anwesenden Dorfbewohner waren größtenteils evangelischer Konfession. Die evangelischen Einwohner gehörten zum evangelischen Kirchspiel Treten im Kirchenkreis Schlawe in der Kirchenprovinz Pommern der Evangelischen Kirche der Altpreußischen Union. Kirchliche Eintragungen erfolgten bis 1868 in den Kirchenbüchern der mater zu Treten.
Das katholische Kirchspiel war in Rummelsburg i. Pom.

### Kirchspiel seit 1946
Die seit 1945 und Vertreibung der Einheimischen hier lebende polnische Dorfbevölkerung ist größtenteils römisch-katholisch und gehört der Römisch-katholischen Kirche in Polen an.
Hier lebenden evangelische Kirchenglieder werden von der Evangelisch-Augsburgischen Kirche in Polen betreut. Das zuständige Pfarramt ist das der Kreuzkirche in Słupsk (Stolp).

## Persönlichkeiten
- Anna von Bonin, geborene von Zanthier (1856–1933),  deutsche Schriftstellerin, wurde im Elternhaus zu Brotzen erzogen[23]